# سپتمبر (خواننده)
پترا لینیا پائولا مارکلاند (به سوئدی: Petra Linnea Paula Marklund) که بیشتر با نام هنری سپتمبر شناخته می‌شود، یک خواننده و ترانه‌سرای سوئدی است.

## اوایل زندگی و حرفه
پترا متولد تاریخ ۱۲ سپتامبر ۱۹۸۴ از مادری اهل اسلوونی و پدری سوئدی در شهر استکهلم سوئد است. مادر پترا سابقه فعالیت در زمینه موسیقی دارد و پدرش یک استاد اختر فیزیک است. پترا در ۱۲ سالگی شروع به ضبط موسیقی در استدیو کرد و در ۱۸ سالگی اولین تک آهنگش را منتشر کرد.

## آلبوم‌ها
سپتمبر تا کنون چهار آلبوم رسمی منتشر کرده‌است.
| نام آلبوم        | سال انتشار |
| ۱. September     | ۲۰۰۴       |
| ۲. In Orbit      | ۲۰۰۵       |
| ۳. Dancing Shoes | ۲۰۰۷       |
| ۴. Love CPR      | ۲۰۱۱       |